# 蝦夷共和国

蝦夷共和国
蝦夷島政府

蝦夷共和国の領域

1. 

蝦夷共和国（えぞきょうわこく、英: Republic of Ezo）とは、戊辰戦争末期に蝦夷地（北海道）を支配した旧江戸幕府軍勢力による「事実上の政権」である蝦夷島政府を指す俗称。蝦夷政権、箱館政権、北海道共和国とも言う。

## 概説
慶応3年（1867年）に15代征夷大将軍徳川慶喜が大政奉還を行って江戸幕府が消滅し、山岡鉄太郎の斡旋により新政府軍の大総督府参謀である西郷隆盛と徳川家陸軍総裁の勝海舟の会談で江戸城の無血開城が決定した。慶応4年（1868年）8月19日夜、海軍副総裁榎本武揚は開陽丸を旗艦とする軍艦4隻（開陽、回天、蟠竜、千代田形）と運送船4隻（咸臨、長鯨、神速、美賀保）の8隻の艦隊を率いて蝦夷地の箱館に向かった。途中仙台で会津戦争で敗走した残党などを吸収して、総勢二千数百名となり、10月20日に鷲ノ木に上陸。上陸後、数日で五稜郭を攻略し、箱館を占領した（箱館府知事清水谷公考は敗走した）。
12月15日には蝦夷地全島平定の祝賀祭（蝦夷地領有宣言式）が催され、榎本を総裁とする仮政府の樹立を宣言した。
明治元年（1868年）10月に榎本が函館入港中の英仏両艦長に明治新政府との仲介を依頼した「榎本武揚等歎願書」によると、榎本は蝦夷地に向かった目的について、徳川家の禄高が70万石に制限されたことによって禄を離れざるを得ない旧幕臣を蝦夷地に入植させ、農林漁業や鉱業などを興すとともに、ロシア帝国の南下に対する北方警備につかせることを画策したと説明している。
新政府は嘆願を拒否し1869年3月征討軍を派遣、4月9日政府軍は江差北方の乙部に上陸、5月11日箱館を占領した。政府軍参謀黒田清隆は五稜郭にこもる榎本らに降服を勧告、榎本は18日には開城し、新政府による国内統一が完成した。

## 性格
榎本らは総裁として徳川家の血統を引く者を迎えることを希望していた。一方で榎本は王政復古による「皇国」をあからさまに否定したことはなく、1868年8月の榎本の「檄文」は「王政日新は皇国の幸福、吾輩も亦希望する所なり」と述べつつ「強藩の私意に出で、真正の王政に非ず」と新政府側の諸藩を非難している。

### 呼称
榎本らにより表明された文書に「共和国」の名が現れたことはなく、「共和国」の名は仮政府の周囲の者によって呼ばれるようになったにすぎない。
最初に「共和国（リパブリック）」という表現を使ったのは、1868年11月、英仏軍艦艦長に随行し、榎本と会見した英国公使館書記官フランシス・オッティウェル・アダムズだった。彼が1874年に書いた著書 History of Japan において、箱館政庁を "republic" と紹介し、その後、アダムズの表現に倣う者が大多数となった。
旧幕府脱走軍が鷲ノ木に上陸した後、密偵の小芝長之助らが函館在留の各国領事宛にフランス語で書かれた脱走軍の声明文を届けているが、そこでは「徳川脱藩家臣」(Les Kerais exiles de Toukugawa)という署名が用いられている。
なお、ウィリアム・グリフィスは著書の『ミカド』で「北海道共和国」として紹介している。

### 「事実上の政権」
戊辰戦争で英、仏、蘭、米、普、伊の6か国は局外中立の立場をとっており、榎本らは局外中立が維持されるよう諸外国の信頼を得る必要があった。榎本らは国際法の交戦団体としては認められなかったが、1868年11月にイギリスやフランスから「事実上の政権 De Facto」に認定されている。
榎本軍が箱館を占領した後、1868年11月4日、英軍艦サトライト、フランス軍艦ヴェニウスは、英公使ハリー・パークスより訓令を与えられ、英国公使館書記官アダムズを同行させて箱館に入港した。この時、弁天台場は、両艦を歓迎する礼砲を撃ったが、両艦とも無視した。
翌11月5日、現地の英仏領事と両艦の艦長が会同して打ち合わせを行ったが、英仏領事とも、この時点では榎本軍に対して高い評価を与えていた。やがて箱館港を管理する箱館奉行永井尚志に来てもらったが、榎本は松前に出張中であり、帰るまでしばらく待って欲しいと答えた。永井は外交経験も豊富であり、彼の態度は、英仏領事のみならず、英仏艦艦長にも好印象を与えた。その会同の最中、榎本艦隊旗艦開陽丸が、賓客の来訪を歓迎する21発の礼砲を撃った。これを見たアメリカ、ロシア帝国、プロイセンの領事は、英仏艦に行かずに開陽丸を表敬訪問した。
11月8日、榎本は英仏領事と英仏艦艦長と会見した。英仏側の言い分は厳しかったが、公法上諒承せざるを得なかった。会談終了後、榎本は、念のためメモランダムを要求し、英仏艦艦長は諒承した。数日後、彼らは榎本に以下のような覚書を送って来た。
1. 我々は、この国内問題に関しては、厳正中立の立場をとる。
2. 「交戦団体」としての特権は認めない。
3. 「事実上の政権 Authorities De Facto」としては認定する。

## 機構

### 諸役の決定
12月15日には諸役を決定するための入札（公職選挙のこと）が実施された。この背景として、脱走軍は榎本武揚が指導者になっているとは言え、元藩主や元幕府老中といった大名クラスも参加しており、君臣の関係が複雑であったこと。また「陸軍派」と「海軍派」のグループもあり、「陸軍派」の中も、「彰義隊」と「小彰義隊」等の小グループがあり、全体として一枚岩に纏まってはいなかったことが挙げられる。ただし、この入札（投票）に箱館の住民は参加しておらず、旧幕府軍でも入札に参加したのは士官以上の者で旧幕府脱走軍の総数の3分の1程度にすぎず共和制といえるような公選ではなかった。
「投票」総数856票の内訳は、以下の通りであった。
- 榎本釜次郎 156
- 松平太郎 120
- 永井玄蕃 116
- 大鳥圭介 86
- 松岡四郎次郎 82
- 土方歳三 73
- 松平越中 55
- 春日左衛門 43
- 関広右衛門 38
- 牧野備後 35[8]
- 板倉伊賀 26
- 小笠原佐渡 25
- 対馬章 1

このように榎本武揚が最大投票を得た。ただし、投票数の2割以下で、圧倒的多数ではなく、各グループごとに投票は分かれている。また、これとは別に役職選挙が行われている。
「総裁」
- 榎本釜次郎 155
- 松平太郎 14
- 永井玄蕃 4
- 大鳥圭介 1

「副総裁」
- 松平太郎 126
- 榎本釜次郎 18
- 大鳥圭介 7
- 永井玄蕃 5
- 荒井郁之助 4
- 土方歳三 2
- 柴誠一 1

「海軍奉行」
- 荒井郁之助 73
- 澤太郎左衛門 14
- 柴誠一 13
- 甲賀源吾 9
- 松岡磐吉 2
- 古屋佐久左衛門 1

「陸軍奉行」
- 大鳥圭介 89
- 松平太郎 11
- 土方歳三 8
- 松岡四郎次郎 6
- 伊庭八郎 1
- 町田肇 1

### 政権首脳

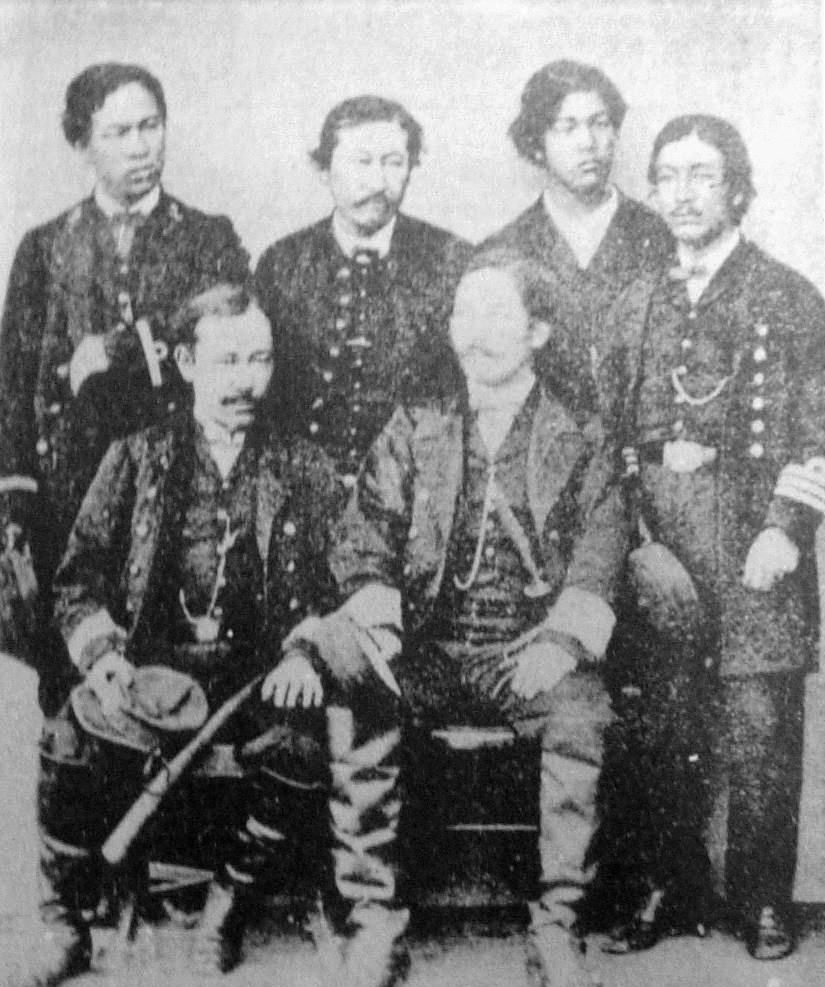
後列左から小杉雅之進、榎本対馬、林董三郎、松岡磐吉、前列左から荒井郁之助、榎本武揚

この「入札」の結果を参考にして、主要ポストは以下のように決定された。
- 総裁 榎本武揚
- 副総裁 松平太郎
- 海軍奉行 荒井郁之助
- 陸軍奉行 大鳥圭介
- 陸海裁判官 竹中重固、今井信郎
- 陸軍奉行並 土方歳三
- 箱館奉行 永井尚志
- 松前奉行 人見勝太郎
- 江差奉行 松岡四郎次郎、 小杉雅之進
- 開拓奉行 澤太郎左衛門
- 会計奉行 榎本道章、川村録四郎
- 海軍頭 松岡磐吉
- 海軍頭並 甲賀源吾、根津勢吉、小笠原賢蔵、古川節蔵、浅羽甲次郎
- 歩兵頭：本多幸七郎、古屋佐久左衛門
- 歩兵頭並：滝川充太郎、伊庭八郎、大川正次郎、松岡四郎次郎、春日左衛門、星恂太郎、天野新太郎、永井蠼伸斎
- 砲兵頭並：関広右衛門、中島三郎助
- 工兵頭並：吉沢勇四郎、小菅辰之助
- 器械頭並：宮重一之助、渋沢成一郎

「入札」で票を得た者全員がポストに就いてはおらず、得票結果がそのまま反映されたわけではない。

## 軍事

### 軍事組織
旧幕府軍は陸軍と海軍に分かれ、以下のような組織となっていた。なお「列士満（レジマン）」と言うのは、フランス語で連隊を意味する Régiment をそのまま当て字にしたものである。
- 陸軍（陸軍奉行：大鳥圭介、陸軍奉行並：土方歳三）
  - 第一列士満：第一大隊（瀧川充太郎、4個小隊、伝習士官隊、小彰義隊、神木隊）、第二大隊（伊庭八郎、7個小隊、遊撃隊、新選組、彰義隊）
  - 第二列士満（本田幸七郎）：第一大隊（大川正次郎、4個小隊、伝習歩兵隊）、第二大隊（松岡四郎次郎、5個小隊、一聯隊）
  - 第三列士満：第一大隊（春日左衛門、4個小隊、春日隊）、第二大隊（星恂太郎、4個小隊、額兵隊）
  - 第四列士満（古屋佐久左衛門）：第一大隊（永井蠖伸斎、5個小隊、衝鋒隊）、第二大隊（天野新太郎、5個小隊、衝鋒隊）
  - 砲兵隊：関広右衛門
  - 工兵隊：小管辰之助、吉沢勇四郎
  - 器械方：宮重一之助
  - 病院掛：高松凌雲
- 海軍（海軍奉行：荒井郁之助）
  - 開陽（澤太郎左衛門、1868年11月江差沖にて沈没）
  - 回天（甲賀源吾、のち根津勢吉、1869年5月箱館港にて自焼）
  - 第二回天（小笠原賢蔵、1869年3月九戸港にて自焼）
  - 蟠竜（松岡磐吉、1869年5月箱館港にて自焼）
  - 千代田形（森本弘策、1869年4月箱館港にて座礁）
  - 神速（西川真蔵、1868年11月江差沖にて沈没）
  - 輸送船：太江丸、長鯨丸、鳳凰丸、長崎丸、美賀保丸、回春丸

### フランス人軍事顧問
1867年から横浜の大田陣屋で幕府伝習隊の教練をしていたフランス軍事顧問団から副隊長ジュール・ブリュネ砲兵大尉ら5人がフランス軍籍を脱走して蝦夷政権に参加した。その他海軍からの脱走者2人、軍歴を持っていた横浜在住の民間人3人、合計10人のフランス人が蝦夷政権に参加した。ジュール・ブリュネは陸軍奉行・大鳥圭介の補佐役となり、4個「列士満」はフランス軍人（フォルタン、マルラン、カズヌーヴ、ブッフィエ）を指揮官としていた。また、海軍の2人と、元水兵の1人は、宮古湾海戦に参加した。フランス軍人らは五稜郭陥落前に箱館沖に停泊していたフランス船に脱出している。これらフランス軍人の通訳は横浜仏語伝習所でフランス語を学んだ田島金太郎らが担当した。
大鳥圭介の南柯紀行では、ブリュネを「未だ年齢壮（わ）かけれども性質怜悧（れいり）」カズヌーヴを「頗る勇敢であり松前進軍のときにも屡（しばしば）巧ありたり」と好意的に書いている。

### 装備
装備は統一されておらず、隊により洋装・甲冑など様々であった。
アンリ・ニコールと共に脱走しブリュネに合流したウージェーヌ・コラッシュは、捕虜となり日本から追放されるまで和服で通していた。

### 野戦病院
榎本らは特に局外中立が維持されるよう諸外国の信頼を得る必要があり、統治や軍事で西欧的な方法を重視したといわれており、その一つにジュネーヴ条約（1864年）の取り決めに基づく対応があった。榎本の蝦夷地上陸後、敵味方の区別なく治療を行う野戦病院（箱館病院）が設置され、榎本から病院頭取医師取締全権に任命された高松凌雲らが、まず官軍の負傷者6名の治療にあたり（1名は死亡）、5名が本州に送り帰された（「日本最初の赤十字活動」と称されている）。この病院では榎本の蝦夷地上陸から1869年8月下旬まで敵味方合わせて約1340名の治療にあたったが、これはジュネーヴ条約の趣旨に沿うものであった。しかし、このような精神は完全には浸透しておらず、新政府軍の進軍時、病院の本院では院長の高松による患者の保護の主張が受け入れられたが、高龍寺分院では混乱が発生している。なお、日本がジュネーヴ条約に加盟するのは1886年（明治19年）6月のことである。

## 地元住民との関係
旧幕府軍の財政事情は悪化し、前もって用意していた軍資金も乏しくなっていった。そこで旧幕府軍において資金調達を担当していた会計奉行の榎本道章と、副総裁の松平太郎は、蝦夷共和国内で新貨幣を鋳造発行した。このことがのちに「脱走金」の悪名を流すことになった。更には、縁日の出店を回って場所代を取り立てたり、賭博場を黙認する代わりに寺銭を巻き上げたり、はては売春婦から税を取ったり、箱館湾から大森浜まで柵を廻らして一本木に関門を設け（一本木関門、現・函館市若松町）、そこを通る女子供にまで通行税を出させるなどといった事を行い、住民の反感を買うことになった。

## 明治政府への影響
1869年、蝦夷共和国政府は貿易商リヒャルト・ガルトネル（Richard Gaertner）と土地300万坪（約1,000ha）の99年間の租借契約を締結した。この契約については1870年に明治政府が賠償金を支払って解除することとなった（ガルトネル事件）。